# Todor Petrović
Todor Petrović, cyr. Тодор Петровић (ur. 18 sierpnia 1994 w Glamoču) – serbski i bośniacki piłkarz, grający na pozycji pomocnika.

## Kariera piłkarska

### Kariera klubowa
Wychowanek FK Zemun, w barwach którego w 2011 rozpoczął karierę piłkarską. Latem 2012 odszedł do FK Sopot. Na początku 2014 podpisał kontrakt z hiszpańskim Xerez CD, jednak nie potrafił przebić się do podstawowego składu i po pół roku wrócił do Serbii, gdzie został piłkarzem FK Voždovac. 22 stycznia 2019 zasilił skład Worskły Połtawa. 23 stycznia 2020 za obopólną zgodą kontrakt został rozwiązany.